# George Wilson Bridges

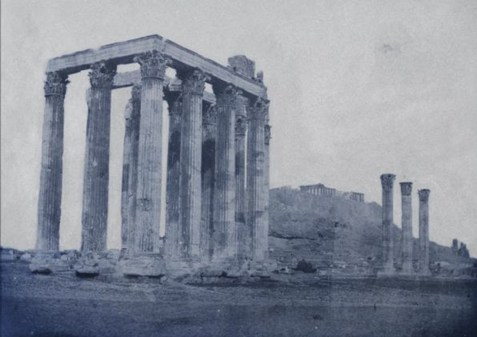
Jupiterův chrám poblíž Pantheonu, 1848

Reverend George Wilson Bridges (1788–1863) byl anglický krajinářský fotograf, spisovatel a duchovní anglikánské církve. Je považován za průkopníka cestovatelské fotografie jako byli například Francis Bedford, Maxime Du Camp, Solomon Nunes Carvalho nebo Francis Frith.
Fotografii se naučil od Foxe Talbota jako jeho asistent, studijní lekce kalotypie mu podle dalších zdrojů dával nizozemský fotograf Nicolaas Henneman, který pracoval jako asistent průkopníka fotografie Williama Foxe Talbota. V roce 1852 Bridges pořídil půldruhého tisíce papírových negativů z Egypta a Středomoří včetně snímků Řecka, Svaté země a Etny. Řadí se mezi významné fotografy druhé poloviny 19. století jako například Luigi Sacchi, Calvert Richard Jones, Firmin Eugène Le Dien, Gustave Le Gray, Giorgio Sommer nebo Giuseppe Incorpora.

## Publikace
- Alpine sketches, comprised in a short tour through parts of Holland..., 1814
- A Voice from Jamaica; in reply to William Wilberforce, London, 1823
- Dreams of dulocracy: or, The puritanical obituary, 1824
- The driving system, 1824
- The annals of Jamaica, Volume 2, 1828[5]
- Outlines and Notes of Twenty-Nine Years
- Palestine as it is: in a series of photographic views, 1858

## Galerie

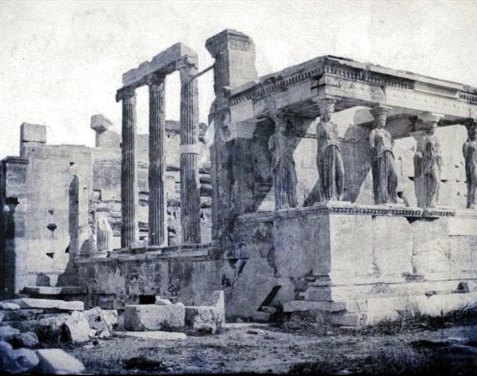
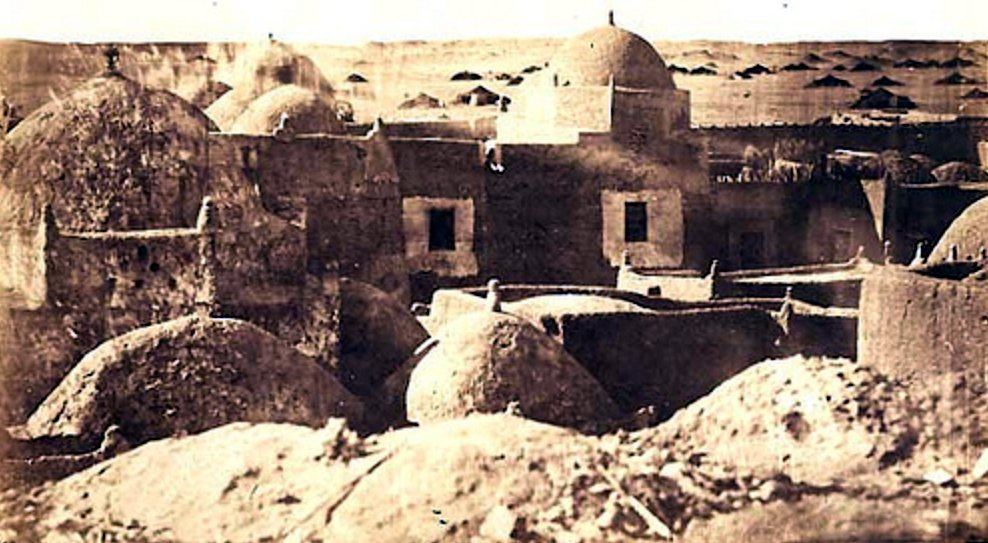
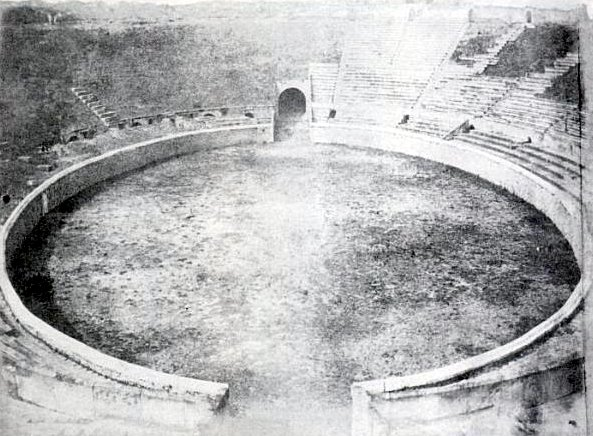